# 첨단지구
첨단지구는 광주광역시 광산구, 북구 그리고 전라남도 장성군에 걸친 첨단3지구 일대(착공 예정) 등을 말한다. 이곳에 광주과학기술원이 있다. 첨단3지구의 경계에 장성나노기술일반산업단지가 있으며 3지구가 개발되면 완전히 연담될 예정이다.

## 행정
- 광산구 산월동, 월계동, 쌍암동
- 북구 오룡동, 대촌동 (1지구)
- 북구 신용동, 연제동 (2지구)
- 북구 월출동 (3지구)
- 장성군 남면, 진원면 (3지구)

## 공공기관
- 광주테크노파크 (대촌동, 월출동)
- 한국광기술원 (월출동)
- 산업인력공단 광주지역본부 (대촌동)
- 한국산업단지공단 광주지역본부 (대촌동)
- 광주디자인진흥원 (오룡동)
- 한국생산성본부 호남지역본부 (오룡동)
- 정부광주지방합동청사 (오룡동)
- 광주지방식품의약품안전청 (오룡동)
- 한국광해광업공단 호남지사 (오룡동)
- 한국석유관리원 호남본부 (오룡동)
- 국립광주과학관 (오룡동)

## 연구
- 한국전자통신연구원 호남권연구센터 (오룡동)
- 한국생산기술연구원 서남기술실용화본부 (오룡동)
- 국립환경과학원 영산강물환경연구소 (오룡동)
- 한국전자기술연구원 광주지역본부 (오룡동)

## 기업
- 대창운수 본사
- 앰코테크놀로지코리아 광주공장 (대촌동)
- 삼성전자 광주그린시티 3캠퍼스 (오룡동)

## 교육
- 광주과학기술원 (오룡동)
- 조선대학교 첨단산학캠퍼스 (오룡동)
- 남부대학교 (산월동)